# San Giorgio a Cremano
San Giorgio a Cremano – miejscowość i gmina we Włoszech, w regionie Kampania, w prowincji Neapol.
Według danych na rok 2004 gminę zamieszkiwało 52 807 osób, 13 201,8 os./km².
W miejscowości znajduje się stacja kolejowa Pietrarsa-San Giorgio a Cremano.